# Benedetto Tuzia
Benedetto Tuzia (ur. 22 grudnia 1944 w Subiaco) – włoski duchowny katolicki, biskup Orvieto-Todi w latach 2012–2020.

## Życiorys

### Prezbiterat
Święcenia kapłańskie otrzymał 29 czerwca 1969. Inkardynowany do opactwa terytorialnego Subiaco, rok później przeniósł się jednak do Rzymu i przez kilkanaście lat pracował jako wikariusz w tamtejszej parafii św. Klary. W 1980 uzyskał inkardynację do diecezji rzymskiej. Od 1984 pracował w różnych rzymskich parafiach, był także przełożonym XXIX Prefektury.

### Episkopat
28 stycznia 2006 papież Benedykt XVI mianował go biskupem pomocniczym diecezji rzymskiej, ze stolicą tytularną Nepeta. Sakry biskupiej udzielił mu 12 marca 2006 ówczesny wikariusz diecezji rzymskiej - kard. Camillo Ruini.
31 maja 2012 został biskupem ordynariuszem diecezji Orvieto-Todi. Ingres odbył się 30 czerwca 2012.
7 marca 2020 przeszedł na emeryturę.